# Vild Sommer
Vild sommer er titlen på en kort webserie, der er produceret af Nordisk Film udgivet i år 2018. Serien består af to sæsoner, hver med seks afsnit, og hvert afsnit med en varighed omkring fem minutter. Seriens første episode "Billetten" blev publiceret d. 28. maj 2018 på TV2 Play, og første afsnit i anden sæson udkom allerede d.11. juni 2018. Det er endnu uvist, om der kommer en tredje sæson.
Serien handler om norske Ida, der er hemmeligt forelsket i veninden Simones kæreste, Frederik. I hovedrollerne findes Kristine Thorp som Ida, Ida Niegaard som Simone og Lasse Steen Jensen som Frederik, og serien er instrueret af Daniel Kragh-Jacobsen.
Serien forsøger at vise almindelige ungdomsproblematikker, som seerne kan genkende fra deres egne liv - eksempelvis Idas moralske dilemma i forhold til om hun skal vælge venskabet med Simone eller et forhold med Frederik.

## Medvirkende
- Kristine Kujath Thorp
- Lasse Steen Jensen
- Ida Niegaard
- Kasper Løfvall Stensbirk

## Handling
I første sæson møder vi den norske Ida, der bor sammen med veninden Simone i en lejlighed i København. Simone har en billet til Roskilde Festival, som hun vil forære Ida. Simone vil ikke med til festivalen, da hendes ekskæreste, Frederik, skal bo i samme camp. Ida vælger at tage med til festivalen, hvor Frederik erklærer sin kærlighed til hende og de er sammen. Da festivalen slutter finder Simone og Frederik sammen igen og Ida ved ikke hvad hun skal gøre.
I anden sæson genoptager Ida og Frederik Roskildeflirten, på trods af at han stadig er kærester med Simone. Ida er forelsket i Frederik, men samtidig er Simone hendes gode veninde. Af ren og skær dårlig samvittighed ender Ida med at flytte ud af lejligheden, og ved ikke om hun skal fortælle Simone om hende og Frederik.

## Modtagelse
I en anmeldelse fra SOUNDVENUE, skriver Jannie Dahl Astrup ”’VILD SOMMER’: ROSKILDE, LIDERLIGHED OG UBESLUTSOMHED I TV 2’S FINE WEBSERIE’”, hvor hun giver serien 4 ud af 6 stjerner. Hun kalder den norske skuespiller Kristine Thorp, som spiller Ida, for naturlig og ret så betagende. Astrup sammenligner Thorp med den norske SKAM-skuespiller Josefine Frida Pettersen, som spiller Noora, hvor hun kalder skuespillet for seriens klare emotionelle trumfkort.
Det, der trækker serien ned for Astrup, er den selvsagte idiotagtige Frederik, som nager hende fra start til slut. Astrup mener, at fortællingen om to unge, kloge, charmerende kvinder i start 20’erne, som ikke taler om andet end denne, som Astrup beskriver ham, ”kæreste/ekskæreste/hemmelig festivalflirt” er en kende for urealistisk. Astrup mener, at Idas fortælling om en norsk pige i den danske hovedstad, ville være spændende og fascinerende nok i sig selv. 
Alligevel mener Astrup, at instruktør og medforfatter Daniel Kragh-Jacobsen har fingeren på pulsen når det drejer sig om ungdomsproblematikker og moralske skrupler, og hvad Astrup beskriver som 20’ernes tilstand imellem ubeslutsomhed, liderlighed og sult på livet.